# Sellos de España

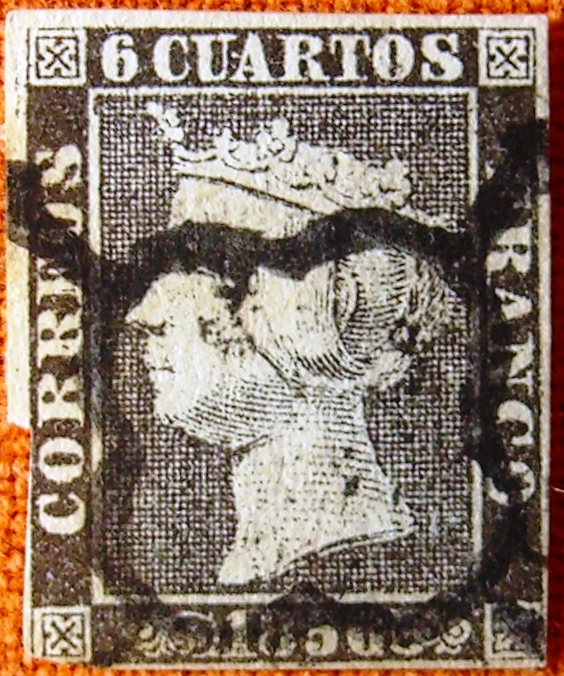
Primer sello de España de la primera plancha (la T y la O de la palabra CUARTOS están ligeramente separadas)

Los sellos de España son los medios para el franqueo del servicio postal que ha tenido España a lo largo de su historia. Han sido emitidos ininterrumpidamente por la institución Correos y Telégrafos (desde junio de 2001 denominada oficialmente Sociedad Estatal Correos y Telégrafos) y se imprimen en la Fábrica Nacional de Moneda y Timbre. 
El primer sello fue emitido en 1850 y reproducía la imagen de la reina gobernante en esa época, Isabel II. Desde entonces España ha contado con una larga, abundante e interesante historia de sellos postales. Un listado completo y detallado de ellos lo ofrece -entre otros- el Catálogo Edifil.
Si bien los únicos sellos oficiales para el franqueo de la correspondencia en España son los de Correos y Telégrafos, ha habido dos períodos -la tercera guerra carlista y la Guerra Civil-, en los que se efectuaron emisiones de sellos paralelas a cargo de los bandos sublevados; también ha habido algunos sellos imprimidos por ciertas instituciones regionales en determinados momentos de la historia. Sin embargo, estos sellos sólo han tenido validez limitada. 
Los sellos de Correos son un elemento de la soberanía nacional y representan parte de la memoria histórica de la sociedad española, al plasmar los acontecimientos históricos, sociales, culturales o políticos más relevantes de cada época; rendir homenaje a diferentes personalidades nacionales; mostrar los principales aspectos geográficos, arquitectónicos, artísticos o turísticos del país, etc. Asimismo, son objeto de estudio, colección y comercio por parte de filatelistas nacionales y de todo el mundo.

## Historia

### Isabel II

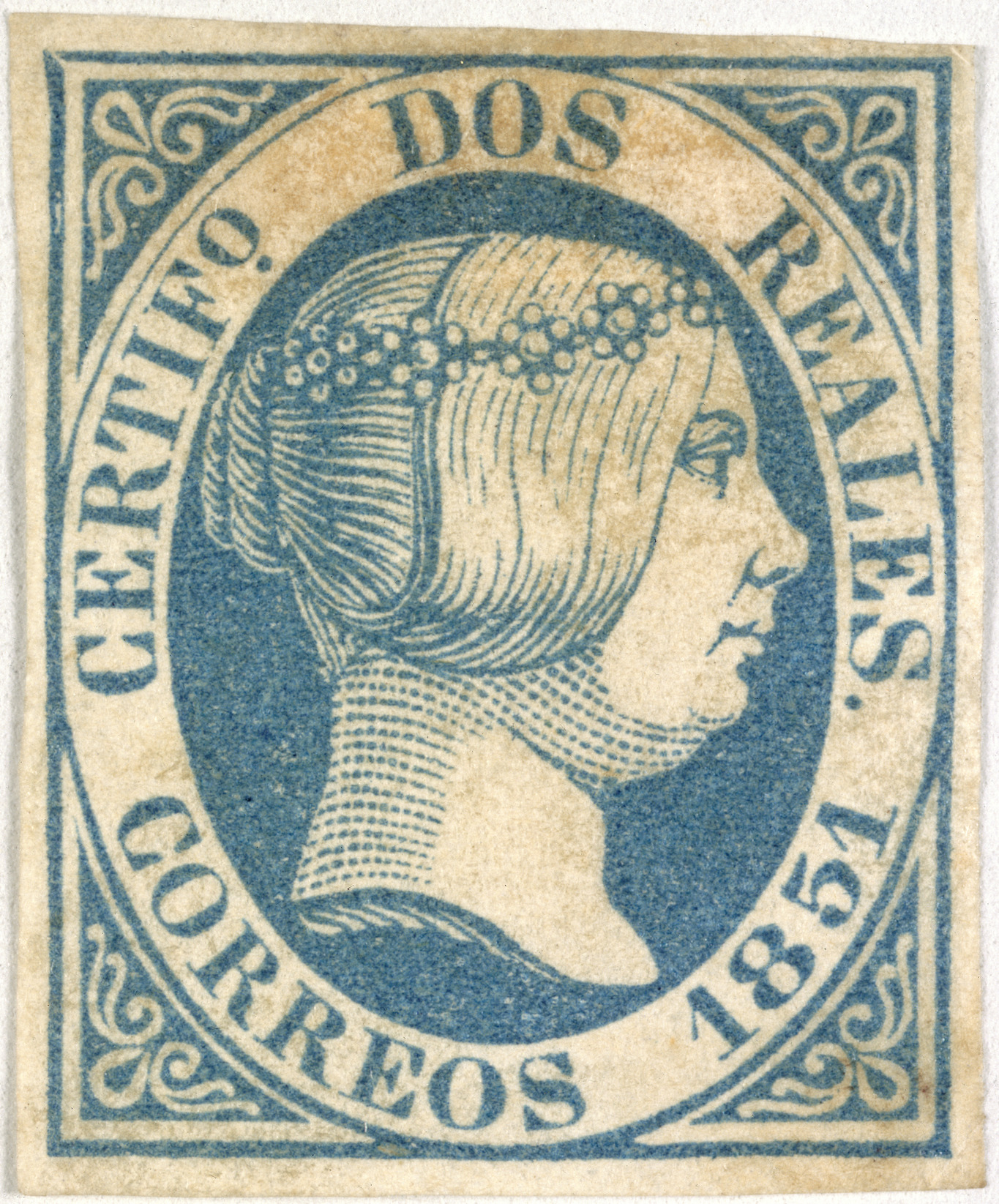
1851 sello 2 reales, por error impreso en azul en vez de rojo

Los primeros sellos postales fueron emitidos el 1 de enero de 1850 por Correos de España y reproducían la efigie de la reina Isabel II; se trata de cinco sellos con diferentes valores faciales: 6 cuartos de real en color negro, 12 cuartos en color lila, 5 reales en color rojo, 6 reales en color azul y 10 reales en color verde. La efigie de la reina se convierte así en la imagen de la serie básica de Correos en aquella época, y es el único motivo usado en los tres primeros años. En total son 80 sellos, emitidos entre 1850 y 1868, los que presentan su imagen.
Para la estampación del 6 CUARTOS se utilizaron dos planchas distintas: la primera con 24 tipos diferentes (6 x 4) en los que las letras "T" y "O" de la palabra CUARTOS están separadas, y la segunda, con 40 tipos (8 x 5), en las que la "T" y la "O" están ligeramente unidas.
Curiosamente, de las falsificaciones que se hicieron del 6 CUARTOS, solo queda una sin matasellar (que se sepa) y tiene un altísimo valor, ya que constituye una verdadera rareza.
En 1853 aparecen dos sellos de correo interno en Madrid que muestran el escudo de la villa con los valores faciales de 1 cuarto de real (color bronce) y 3 cuartos (color café). Entre 1854 y 1855 se ponen en circulación 15 sellos con diferentes valores faciales que muestran el escudo de España de esa época. En 1867 se emiten dos sellos que sólo presentan una cifra, la referente a su valor nominal: 5 mil escudos en color verde y 10 mil escudos en color castaño.

### El Sexenio Democrático
Tras el destronamiento de la reina Isabel II en la Revolución de 1868, se inicia el Sexenio Democrático, con la consiguiente transformación en Correos y en las emisiones postales. Una serie de 13 sellos emitida en 1870 representa una imagen alegórica de España, la «Matrona». Dos años después se emite un minipliego de cuatro sellos que muestran la corona real española, cada uno con un valor de 1 céntimo de peseta; aparecen nuevamente dos sellos con cifras: 2 céntimos de peseta en color gris y 5 céntimos en color verde.
Con motivo del acceso al trono de Amadeo de Saboya, a finales de 1870, se emitieron 13 sellos con su efigie en los dos años siguientes. Éste abdica a principios de 1873 y se instaura la Primera República: en el tiempo que ésta dura, hasta finales de 1874, circulan 10 sellos que representan una alegoría de la República, otros 10 con una alegoría de la Justicia y 5 con el escudo español vigente. Paralelamente, por obra de los partidarios de Carlos de Borbón y Austria-Este (los carlistas), el pretendiente al trono, se publicó una serie de 8 sellos con la imagen de éste entre 1873 y 1875, válidos en las Vascongadas, Navarra, Cataluña y Valencia.

### La restauración borbónica
En 1875 España empieza año con la Monarquía borbónica restaurada y con sellos nuevos: la serie básica muestra la efigie del rey Alfonso XII. La última emisión de esta serie, la quinta, se hizo en 1882. A estas sólo se le sumaron un par de sellos con el escudo nacional y la corona real. 
El 1 de octubre de 1889 se emiten 16 sellos que llevan la imagen del nuevo rey, Alfonso XIII, aún niño y con la parte frontal del cráneo sin pelo, motivo por el cual estos sellos son conocidos como la serie del «Pelón»; en 1901 se ve la serie con una imagen del joven Alfonso XIII vestido con el uniforme de la Academia de Infantería (serie «Cadete»). El 1 de mayo de 1905 son emitidos los primeros sellos conmemorativos de la historia postal española: diez sellos con ocasión del tercer centenario de la publicación de la primera edición de El Quijote de la Mancha, cada sello tiene un color y un valor facial diferente y muestra un pasaje de la novela, la imagen de Miguel de Cervantes, el escudo nacional vigente y una alegoría alada. En 1907 aparece la serie «Exposición de Industrias de Madrid», que muestra las efigies del rey Alfonso XIII y de la reina Victoria Eugenia.
En 1909 la serie básica muestra una imagen del rey ya en plenas funciones, con la mayoría de edad cumplida, en la que se le ve con uniforme en el centro de un círculo rodeado del collar del Toisón de Oro y coronado por la Corona Real (serie «Medallón»). En 1920 se produce la segunda serie conmemorativa: en esta ocasión corresponde al VII Congreso de la Unión Postal Universal celebrado en Madrid ese año; son 13 sellos que muestran una imagen del Palacio de Comunicaciones (sede del congreso) y la efigie del rey. A finales de 1922 se emite el cuarto y último tipo de la serie básica, el busto del rey con uniforme militar portando un fino y largo bigote (serie «Vaquer», por el apellido del grabador, don Enrique Vaquer). 
La serie conmemorativa «La Cruz Roja Española» de 1926, dedicada a esta institución humanitaria, incluye por primera vez sellos de tres clases de correo: ordinario, urgente y aéreo. Para celebrar los 25 años de Alfonso XIII en el poder (desde la subida al trono recién cumplida su mayoría de edad, el 17 de mayo de 1902), se realiza una sobreimpresión de todos los sellos de la última serie conmemorativa, marcándolos con el nombre del soberano, la fecha de su ascensión al trono por mayoría de edad y la fecha de ese día: 17 de mayo de 1927.
En diciembre de 1928 se emite una serie relacionada con la Iglesia católica y en especial con los trabajos de excavación de la catacumba de Pretextato en la Via Appia de Roma: la serie de 32 sellos es conocida como «Pro Catacumbas» y salió a la venta sólo en dos ciudades: Santiago de Compostela y Toledo, aunque el diseño de los sellos era el mismo, en cada ciudad tenía una distribución de colores distinta (las series constaban de 16 sellos para cada ciudad). El diseño muestra las efigies del papa Pío XI revestido con los ornamentos pontificios y coronado con la tiara y del rey Alfonso XIII con uniforme militar, en la parte inferior se encuentra la leyenda en latín «Pro fide et artibus» (Por la fe y el arte).
El 14 de febrero de 1929 se emite la serie «Exposición General Española – Sevilla, Barcelona» dedicada a la Exposición Iberoamericana de Sevilla y a la Exposición Internacional de Barcelona, celebradas ese año. Los sellos muestran grabados con diversas vistas de ambas ciudades o diseños alusivos. Con motivo de estas exposiciones se emiten en 1930 las series: 
- «XI Congreso Internacional de Ferrocarriles», celebrado en Madrid por esas fechas.
- «Quinta de Goya», compuesta por 15 sellos con el retrato de Francisco de Goya pintado por Vicente López, 3 sellos con la pintura La maja desnuda y una serie de sellos de correspondencia aérea con los grabados Disparate volante, Modo de volar, Buen viaje y Volavérunt.
- «Descubrimiento de América», sellos que reproducen los motivos siguientes: la nao con la que Cristóbal Colón tocó por primera vez tierra americana, La Santa María; dos sellos triangulares con las tres embarcaciones: La Santa María, La Niña (carabela) y La Pinta, y los grabados Despedida de Cristóbal Colón y Primer desembarco de Colón. Para el correo aéreo, las imágenes del Monasterio de La Rábida y del navegante Martín Alonso Pinzón, y el grabado Inquietudes de Colón en ruta (motivos para el correo europeo) y la imagen del propio Colón solo y, en otros sellos, acompañado de los hermanos Pinzón, Martín Alonso y Vicente Yáñez (correo para América).
- «Pro Unión Iberoamericana», sellos que muestran los pabellones nacionales de los países iberoamericanos en la Exposición de Sevilla (correo ordinario) y los vuelos transcontinentales emprendidos por pilotos españoles a las Américas (correo aéreo).

### Segunda República
Al partir Alfonso XIII para el exilio el 14 de abril de 1931, se proclama la Segunda República. Pero por falta de presupuesto, al hallarse el Estado en plena crisis económica, no se emiten nuevos sellos, y se limitaron a realizar una sobreimpresión en los sellos Vaquer del rey destronado con las palabras «República Española». A principios del siguiente año aparece la primera serie de la nueva República, «Personajes», serie cuyo motivo sigue existiendo en la actualidad. Hasta 1936 se emiten en la República siete series filatélicas, entre las que destacan las del Monasterio de Montserrat, el III centenario de la muerte de Lope de Vega y el XL aniversario de la Asociación de Prensa de Madrid.
El 17 de julio de 1936 estalla la Guerra Civil y los dos bandos beligerantes, los republicanos y los nacionalistas, controlan el poder en sus respectivas zonas de influencia; se inicia así un sistema de gobiernos paralelos, uno por cada bando. Como consecuencia de esto también aparecieron sellos emitidos por ambos bandos; tanto los de uno como los del otro plasmaban en los motivos sus campañas militares, y los utilizaban como una propaganda para su causa. 
Los sellos del bando republicano, los oficiales, muestran imágenes sobre la Defensa de Madrid, la Fiesta del Trabajo (emitido el 1 de mayo de 1938), el 150° aniversario de la Constitución de los Estados Unidos (como muestra de la amistad con el pueblo estadounidense y que lleva las banderas de ambos países), y las series «Correo submarino» (única en su género), «Homenaje a la 43 División» y «Homenaje al Ejército Popular», así como dos series de 1939 no expendidas, «Aviones y paisajes» y «Correo de campaña», porque fueron tomadas las casas de impresión en Madrid y Barcelona por las fuerzas sublevadas.
El bando franquista contó con su propia autoridad emisora que publicó sellos válidos para los territorios capturados. En estos sellos se ve la impronta imperial y militar que caracterizaba a este bando. Entre las emisiones destacan las dedicadas a El Cid, Isabel la Católica, Fernando el Católico y Juan de la Cierva, las series «Pro tuberculosos» (con la cruz de Lorena) y «Monumentos», y las de temática militar «Aniversario del Alzamiento Nacional» y «En honor del Ejército y la Marina».
Aparte de los sellos de estos dos bandos, existió en ese tiempo un número considerable de medios semioficiales para franquear el correo, consistentes en emisiones de diversas instituciones regionales o locales (partidos políticos, sindicatos, ayuntamientos, consejos regionales, asociaciones) de sellos de diferentes tipos: ordinario, de beneficencia, voluntario, así como enteros postales, aerogramas, timbres fiscales, etc.

### Dictadura franquista
En los 37 años que se mantuvo en el poder Francisco Franco, fue emitida una cantidad considerable de sellos que mostraban su imagen. En total son 103 sellos de la serie básica, más 41 sellos que reflejan sucesos relacionados con el Caudillo, la guerra o "la victoria". Los primeros sellos con la imagen del dictador aparecieron un mes después
del fin de la guerra. En estos se ve un retrato de Franco con traje militar, que mira a la derecha y, en segundo plano, el escudo de España "abreviado". Posteriormente aparecen otros cinco diseños: 
- El busto de Franco mirando a la derecha con la cruz de Lorena, símbolo cristiano internacional de la lucha antituberculosa (1940)
- El busto de Franco mirando de frente y altivamente, con uniforme militar y coronado con la leyenda «Una, grande, libre» (1942-1949)
- Retrato de Franco de cuerpo completo, portando uniforme y capa militares, con el castillo de la Mota de fondo (1948-1954)
- Busto de Franco mirando a la derecha, con el uniforme militar y sin escudo de fondo (1948-1954)
- Busto de Franco de frente vestido de civil (1955-1975)

Entre las series más interesantes de este período están: «Milenario de Castilla» (1944), «Centenario del sello español» (1950), «V centenario de Isabel la Católica» (1951), «V centenario de Fernando el Católico» (1952), «Año Mariano» (1954), «Super Constellation y Nao Santa María» (1955-1956), «IV centenario de la muerte de Carlos I» (1958), «Fiesta Nacional: Tauromaquia» (1960), «I Congreso Internacional de Filatelia CIF» (1960), «Forjadores de América» (1960), «Deportes» (1960), «Navidad» (1960), «IV Centenario de la capitalidad de Madrid» (1961), «Escudos de las Capitales de Provincia Españolas y Colonias» (1962), «Turística» (1964), «XXV años de Paz» (1964), «Castillos» (1966), «Trajes típicos» (1967), «Homenaje al pintor desconocido» (1967), «Centenario de celebridades» (1967), «Literatos españoles» (1970), «Fauna» (1971), «Flora» (1972), «Hispanidad» (1972), «Uniformes militares» (1973), «Códices» (1975), etc.
Son dignas de mención las series anuales dedicadas a los personajes más importantes de la pintura española: Goya (1958), Diego Velázquez (1959), Murillo (1960), El Greco (1961), Zurbarán (1962), El Españoleto (1963), Sorolla (1964), Romero de Torres (1965), José María Sert (1966), Fortuny (1968), Alonso Cano (1969), Luis de Morales (1970), Zuloaga (1971), Solana (1972), Vicente López (1973) y Eduardo Rosales (1974).

### Reinado de Juan Carlos I (1975 - 2014)
Con la muerte de Franco el 20 de noviembre de 1975, la jefatura de Estado pasa, conforme previsión legal, a Juan Carlos de Borbón, proclamado rey dos días después. La primera emisión que aparece en esta nueva etapa de la historia española es la conmemorativa a la proclamación del rey y consiste en cuatro sellos que muestran las efigies del rey Juan Carlos I y de la reina Sofía de Grecia, y la Corona Real. 
La primera serie básica con la efigie del rey se puso en circulación el 22 de septiembre de 1976, casi un año después de su proclamación. En total han aparecido seis tipos diferentes de serie básica con la efigie de Juan Carlos I: 
- 1976 – 1982: el rey mirando a la izquierda; en la parte superior izquierda el valor nominal y en la inferior el nombre del país, España, y de la entidad emisora, Correos; no figura la corona real. Son en total 27 sellos.
- 1981 : el rey mirando de frente; en la parte superior izquierda el valor nominal, en la inferior el nombre 'España', y en el costado izquierdo el de Correos; no figura la corona real. Son en total 3 sellos, todos en distintas tonalidades del gris.
- 1985 – 1992: el rey mirando a la izquierda; en la parte inferior izquierda el valor nominal y el nombre 'España', y en la inferior derecha el de Correos; no figura la corona real. Son en total 27 sellos.
- 1993 – 2000: el rey mirando a la izquierda; en la parte inferior derecha el valor nominal, y en una franja dorada en el costado izquierdo el nombre 'España', el de Correos y la corona real. Son en total 20 sellos.
- 2001 – 2006: el rey mirando a la izquierda; en la parte superior izquierda el valor nominal, en el costado izquierdo el nombre 'España', en la parte inferior izquierda el de Correos y en la superior derecha la corona real. Son en total 29 sellos.
- 2007 – 2014: el rey mirando a la izquierda; separados de la imagen en la parte inferior el valor nominal y el nombre 'España', en el costado izquierdo y verticalmente el de Correos, y en la parte superior izquierda la corona real. Hasta diciembre de 2009 se han publicado 16 sellos de este tipo.

Se siguieron emitiendo algunas de las series del régimen anterior: Turística, Uniformes militares, Hispanidad, Personajes, Fauna hispánica, Centenarios. La serie sobre pintura siguió realizando sellos en los años posteriores, cada año dedicados a un pintor diferente: Luis Eugenio Meléndez (1976), Federico Madrazo (1977), Pablo Picasso (1978) y Juan de Juanes (1979), retomada en 1994 con pinturas de Salvador Dalí y emitida por última vez en 1996 con Francisco de Goya, con cuyas pinturas se había iniciado el ciclo en 1958. 
Algunas de las serie filatélicas de nueva creación son: «Viajes de SS.MM. los Reyes a Hispanoamérica» (1976), «Automóviles de época» (1977), «Reyes de España» (1978), «América-España» (1978), «Estatutos de Autonomía» (1979), «España exporta» (1980), «Pioneros de la aviación» (1990), «Copa Mundial de Fútbol – España 1982» (1980), «Maestros de la zarzuela» (1982), «Efemérides» (1983), «Fiestas populares» (1984), «Pájaros» (1985), «V centenario del Descubrimiento de América» (1986), «Exposición Universal de Sevilla 1992» (1987), «Artesanía española» (1987), «Barcelona '92» (1988), «Patrimonio de la Humanidad» (1988), «Patrimonio artístico nacional» (1989), «Madrid - capital europea de la Cultura» (1991), «Micología» (1993), «Cine español» (1994), «Cómics» (1996), «Correspondencia epistolar escolar» (1998), «Ciencia» (2000), «Arquitectura» (2001), «Naturaleza» (2002), «Diarios centenarios» (2003), «Flora y fauna» (2007), «Bailes y danzas populares» (2008) y «Juegos y deportes tradicionales» (2008).

### Dependencias postales
Hasta 1975, año en que España abandona el Sáhara Español, entre los sellos de España se incluyen como 'dependencias postales' todos los emitidos para las llamadas "colonias" o territorios de ultramar, algunos de los cuales tuvieron la categoría administrativa de 'provincia'. Fueron sellos que también se imprimían -salvo algunas excepciones- en la Fábrica del Sello primero y en la FNMT después. En la siguiente tabla se pueden ver todos los territorios españoles que dispusieron de emisiones postales.
| Nombre del territorio     | Periodo             | Número de series emitidas | Notas                                  |
| ------------------------- | ------------------- | ------------------------- | -------------------------------------- |
| África Occidental         | 1949-1951           | 4                         |                                        |
| Antillas                  | 1855-1873           | 9                         | Sellos comunes para Cuba y Puerto Rico |
| Cabo Juby                 | 1916-1948           | 16                        |                                        |
| Cuba                      | 1855-1898           | 29                        |                                        |
| Elobey, Annobón y Corisco | 1903-1907           | 3                         |                                        |
| Fernando Poo 2ª época     | 1868-1929 1960-1968 | 14 24                     |                                        |
| Filipinas                 | 1854-1898           | 25                        |                                        |
| Guinea                    | 1902-1959           | 67                        |                                        |
| Ifni                      | 1941-1968           | 58                        |                                        |
| La Agüera                 | 1920-1923           | 2                         |                                        |
| Islas Marianas            | 1899                | 1                         |                                        |
| Marruecos                 | 1903-1955           | 50                        |                                        |
| Puerto Rico               | 1873-1898           | 17                        |                                        |
| Río de Oro                | 1905-1921           | 14                        |                                        |
| Río Muni                  | 1960-1968           | 23                        |                                        |
| Sáhara Español            | 1924-1975           | 78                        |                                        |
| Tánger                    | 1909-1948           | 17                        |                                        |

## Características
- Es importante reseñar que, como regla general, en la filatelia española no puede ser protagonista de un sello una persona que viva en el momento de la emisión, salvo la familia Real o la Jefatura del momento –Francisco Franco– (las llamadas series básicas). Así, si aparece algún sello dedicado a algún personaje vivo, no saldrá nunca su efigie sino algún tema alusivo.

- Antiguamente se expedían sellos para el correo ordinario, el aéreo y el urgente. En los sellos para el correo aéreo era norma general que apareciera representado un avión o aeroplano en la imagen; en el correo urgente se utilizó casi siempre la imagen del «Pegaso», un caballo alado. Los tres tipos de correo podían emitirse en sellos de la misma serie o en series separadas, o ser sellos independientes.

- A partir de 1977 los sellos llevan impreso el año de emisión, a excepción de los sellos de la serie básica, que nunca lo muestran. Desde 1957 algunos sellos empiezan a llevar escrito el nombre de la Fábrica Nacional de Moneda y Timbre (o sus siglas F.N.M.T.), pero solamente es a principios de la década de los 50 que se generaliza este uso.

## Clasificación
Las emisiones de sellos españoles se pueden clasificar en dos criterios diferentes:
- Criterio clásico o tradicional: basado en períodos de cien años (centenarios), es el método tradicionalmente usado por la administración postal nacional (Correos y Telégrafos), en las exposiciones filatélicas y por la mayoría de los coleccionistas. Abarca dos periodos:

1. Primer centenario: de 1850 a 1949.
2. Segundo centenario: de 1950 a la actualidad (aunque concluirá en el año 2049).

- Criterio histórico: se basa en distribuir los sellos a lo largo de las diferentes épocas históricas que ha vivido España desde 1850. Es un método contemporáneo y, aunque no tan arraigado como el anterior, es más lógico, ya que la administración postal Correos y Telégrafos ha sufrido en todos estos años transformaciones en su estructura y organización, directamente relacionadas con los diferentes cambios de régimen político que han ocurrido en el país y que han afectado obviamente a las emisiones de sellos. Este criterio es el que sigue actualmente el Catálogo Edifil. Comprende los períodos siguientes:

1. 1850 – 1931: abarca los reinados de Isabel II, Alfonso XII y Alfonso XIII, incluidos los períodos efímeros de Amadeo de Saboya y la Primera República.
2. 1931 – 1975: comprende las emisiones de la Segunda República y la dictadura de Franco.
3. 1975 – actualidad: los reinados de Juan Carlos I y de Felipe VI, etapa que se puede dividir en los siguientes intervalos debidos a los cambios estructurales que ha tenido la administración postal nacional:

a) 1975 – 1992: Dirección General de Correos y Telégrafos (dependiente del Ministerio de Obras Públicas y Urbanismo)
b) 1992 – 1996: Organismo Autónomo Correos y Telégrafos (perteneciente al Ministerio de Obras Públicas, Transportes y Medio Ambiente)
c) 1997 – 2001: Entidad Pública Empresarial Correos y Telégrafos (inscrita en el Ministerio de Fomento)
d) 2001 – actualidad: Sociedad Estatal Correos y Telégrafos (inscrita en el Ministerio de Fomento)

## Cronología
Para la siguiente relación cronológica de los sellos españoles se utiliza el criterio histórico descrito en el apartado anterior.

### Entidad Pública Empresarial Correos y Telégrafos
| Año  | Descripción | N.º de sellos | N.º series emitidas |
| ---- | ----------- | ------------- | ------------------- |
| 1997 | ver         | 52            | 33                  |
| 1998 | ver         | 88            | 39                  |
| 1999 | ver         | 71            | 31                  |
| 2000 | ver         | 84            | 29                  |
| 2001 | ver         | 89            | 41                  |

### Sociedad Estatal Correos y Telégrafos
| Año  | Descripción | N.º de sellos | N.º series emitidas |
| ---- | ----------- | ------------- | ------------------- |
| 2002 | ver         | 102           | 38                  |
| 2003 | ver         | 97            | 55                  |
| 2004 | ver         | 91            | 46                  |
| 2005 | ver         | 83            | 36                  |
| 2006 | ver         | 94            | 55                  |
| 2007 | ver         | 86            | 43                  |
| 2008 | ver         | 103           | 48                  |
| 2009 | ver         | 92            | 41                  |
| 2010 | ver         | 97            | 54                  |
| 2011 | ver         | 89            | 37                  |
| 2012 | ver         | 91            | 45                  |
| 2013 | ver         | 92            | 44                  |
| 2014 | ver         | 94            | 50                  |
| 2015 | ver         |               |                     |

## Series filatélicas
Con el primer sello español se inició la primera serie filatélica, la denominada serie básica, que representa la efigie del monarca reinante y que se prolonga hasta su muerte o abdicación. 
La primera serie conmemorativa en España fue la del tercer centenario del Quijote, emitida por Correos y Telégrafos en 1905. Desde entonces se han visto numerosas series con temáticas diversas. 
La serie «Personajes» fue iniciada en 1931 y sigue emitiéndose hasta nuestros días. Se ha convertido así en la serie más larga y con mayor número de sellos en la historia del sello español. Entre otras series destacables están las siguientes: «Castillos», «Centenarios», «Deportes», «Pintores», etc.

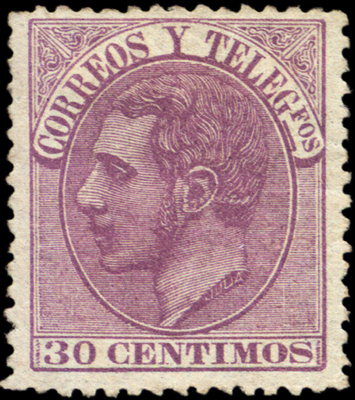
Sello de 30 cts. de la última serie de Alfonso XII, con la leyenda 'Correos y Telégrafos'.

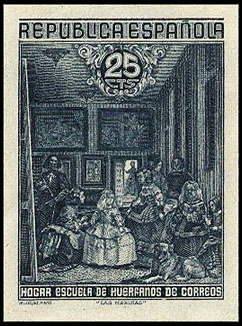
Sello de beneficencia emitido durante la II República.

## Otras series
Además de los sellos de Correos, en ocasiones de escasez, por ejemplo, se destinaron para uso postal sellos  de Telégrafos muy similares a los propios de Correos. De hecho, en algunas emisiones figura la leyenda 'Correos y Telégrafos'. Estos sellos junto con los sellos fiscales entran también en el ámbito de la filatelia española e internacional.  
Otro tipo de emisiones emitidas por Correos fueron los sellos de beneficencia, los sellos de franquicias militares, etc. 

## Catálogos
Las principales fuentes en donde se puede estudiar la historia de los sellos postales españoles son los catálogos filatélicos. Entre los principales están:
- El Catálogo Edifil, editado por la empresa española homónima. Presenta en diversas series de catálogos la historia completa por orden cronológico del desarrollo de los sellos en España, a cada sello le asigna un número, el número Edifil. Cada sello es descrito minuciosamente con su información básica y relación de precios de compra-venta. Incluye sellos no expendidos y también publica catálogos de la historia de las emisiones en las antiguas colonias españolas. Es actualizado anualmente con las emisiones del último año.
- El Catálogo Yvert et Tellier, de Francia, muestra los sellos en estricto orden cronológico. Los sellos españoles están incluidos en el volumen 3.2, Europe de l'Ouest.
- El Stanley Gibbons, del Reino Unido, volumen 9, Portugal & Spain.
- El Catálogo Michel, de Alemania, volumen EK2, Südwesteuropa.
- El Catálogo Scott, de los EE. UU., volumen 6, Countries So-Z.